# Meme
Pour les articles homonymes, voir Meme (homonymie).
Le Meme est un département du Cameroun situé dans la région du Sud-Ouest. Son chef-lieu est Kumba. Il doit son nom au fleuve Meme tributaire de la mangrove ouest du Cameroun.

## Géographie
Le département s'étend de la plaine intérieure de Kumba-Lobé au nord, au quart nord-ouest du massif du Mont Cameroun au sud et de la rive droite du fleuve Moungo à l'est au flancs orientaux des Monts Rumpi à l'ouest.

## Histoire
Le département est organisé en 1963, il est amputé de sa partie occidentale pour former le département de la Ndian en 1968. Le département est créé en 1975 issu d'une partie de la division de Kumba. En 1998, la partie ouest du département est démembrée pour former le nouveau département de Koupé-Manengouba.

## Organisation administrative
Le département est découpé en 5 arrondissements et/ou communes :
| COG    | Communes   | Chef-lieu | Superficie (km²) | Population (2005) |
| ------ | ---------- | --------- | ---------------- | ----------------- |
| SW0403 | Konye      | Konye     | 978              | 44 711            |
| SW0401 | Kumba Ier  | Njuki     | 431              | 68 095            |
| SW0404 | Kumba IIe  | Fiango    | 232              | 62 878            |
| SW0405 | Kumba IIIe | Mambanda  | 408              | 35 358            |
| SW0402 | Mbonge     | Mbonge    | 803              | 115 692           |

## Chefferies traditionnelles
Le département du Meme compte une des six chefferies traditionnelles de 1er degré de la région Sud-Ouest :
- Chefferie Bafaw, arrondissement de Kumba, 42 133 habitants en 2015

Il couvre 3 parmi les 42 chefferies traditionnelles de 2e degré de la région Sud-Ouest :
- Chefferie Kake I, Bongwana ; arrondissement de Kumba I
- Chefferie Mbonge Marumba ; arrondissement de Mbonge
- Chefferie Ekombe Bonji ; arrondissement de Mbonge

Il compte 114 chefferies de 3e degré en 2015.

## Sources
- Décret n°2007/115 du 13 avril 2007 et décret n°2007/117 du 24 avril 2007